# Frontiers of Flight Museum
Il Frontiers of Flight Museum è un museo aerospaziale di Dallas, Texas, fondato nel novembre del 1988 da William E. Cooper, Kay Bailey Hutchison e Jan Collmer. Originariamente vicino all'aeroporto Dallas Love Field, è ora situato in un edificio all'angolo sud-est di Love Field su Lemmon Avenue di 100 000-piede-quadro (9 300 m²). Il museo è affiliato al programma Smithsonian Affiliations.
Lo storico dell'aviazione George E. Haddaway promosse la realizzazione del museo in seguito alla donazione della sua vasta collezione personale di libri, riviste, fotografie e archivi di storia dell'aviazione all'Università del Texas a Dallas, come nucleo di una delle migliori collezioni aeronautiche del mondo, la History of Aviation Collection.

## Velivoli esposti
- Bell TH-1L Iroquois
- Bell TH-13S Sioux
- Bell UH-1D Iroquois
- Boeing 737-200 (sezione del muso), livrea della Southwest Airlines
- Boeing 737-300  (N300SW), livrea della Southwest Airlines
- Boeing-Stearman PT-17 Kaydet
- Bücker Bü 133 – replica
- Culver Dart GC
- Curtiss JN-4D
- de Havilland DH.82H Tiger Moth
- E-Systems XQM-93A
- Glasflügel BS-1
- Grumman EA-6B Prowler
- Laser 200
- LearAvia Lear Fan 2100
- Learjet 24D
- Lockheed T-33A
- Lockheed Martin F-16B Fighting Falcon
- LTV A-7 Corsair II
- Meyer's Little Toot
- Northrop T-38 Talon
- Piper PA-20 Pacer
- Pitts S-2B
- Republic F-105D Thunderchief
- Ryan PT-22 Recruit
- Shoestring F1 Racer
- Sopwith Pup – replica
- Texas-Temple Sportsman – unico esemplare esistente
- Thorp T-18
- Vought RF-8G Crusader
- Vought V-173
- Wright Flyer – modello

## Galleria d'immagini

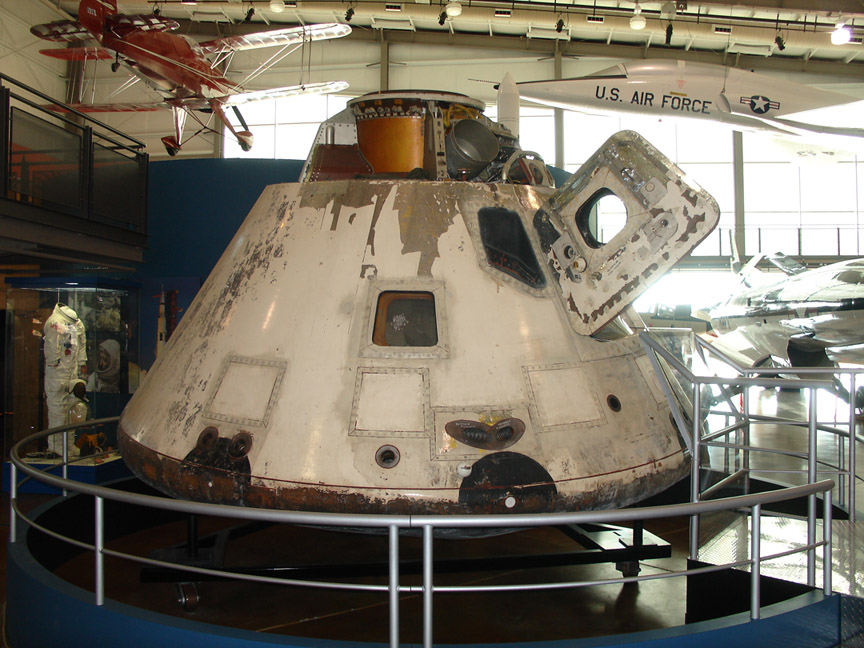
Modulo di comando e servizio dell'Apollo 7
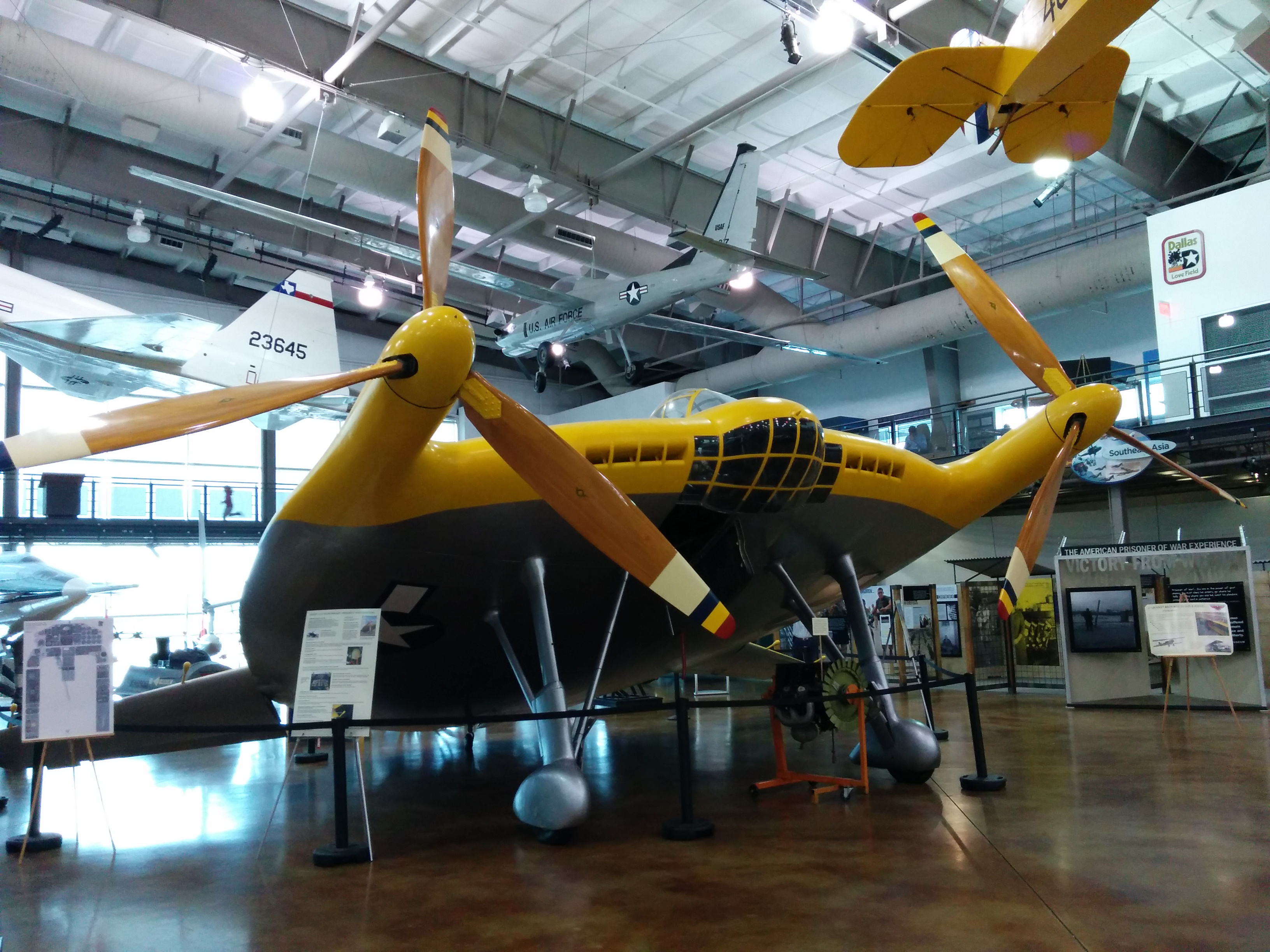
Vought V-173
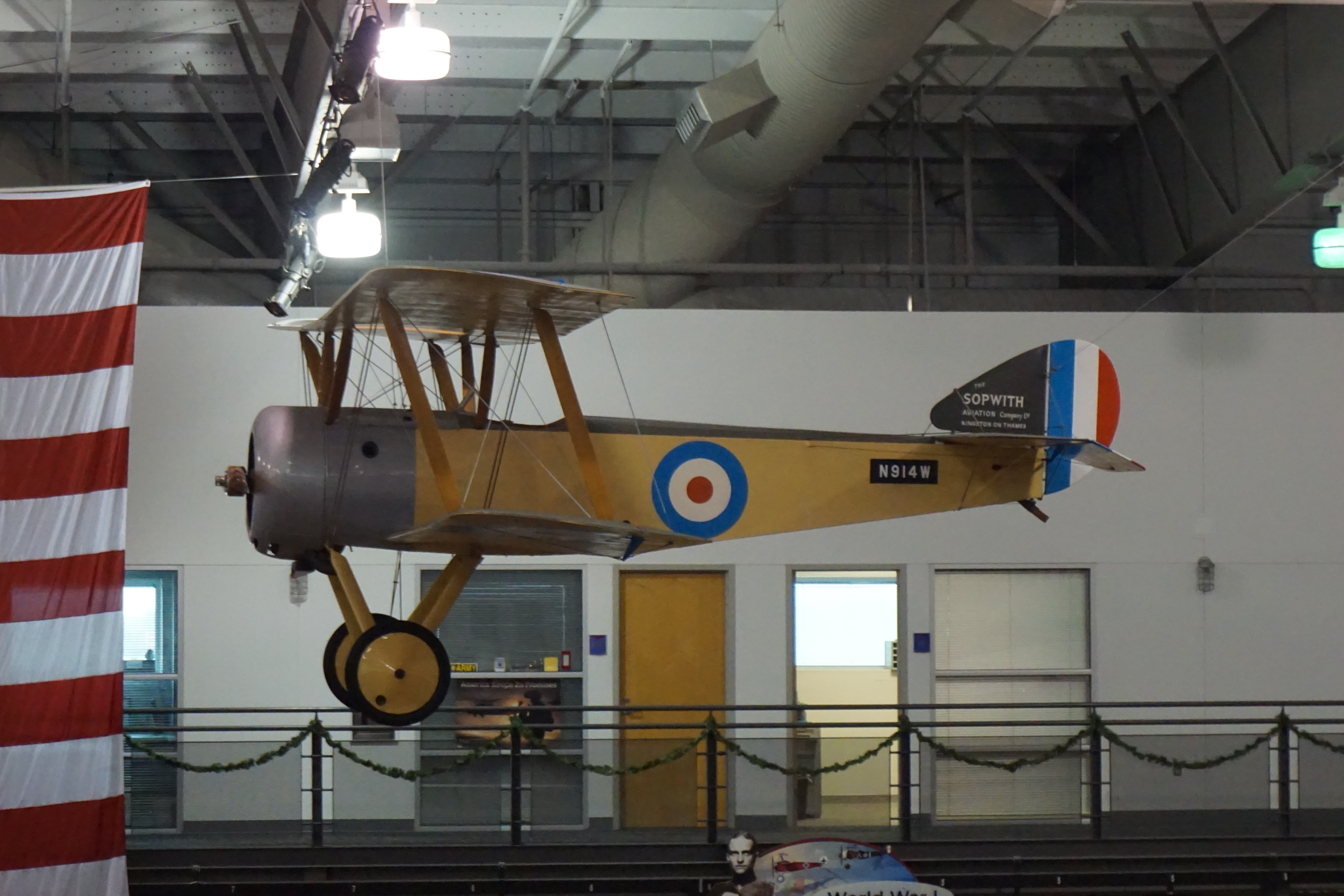
Sopwith Pup (replica)
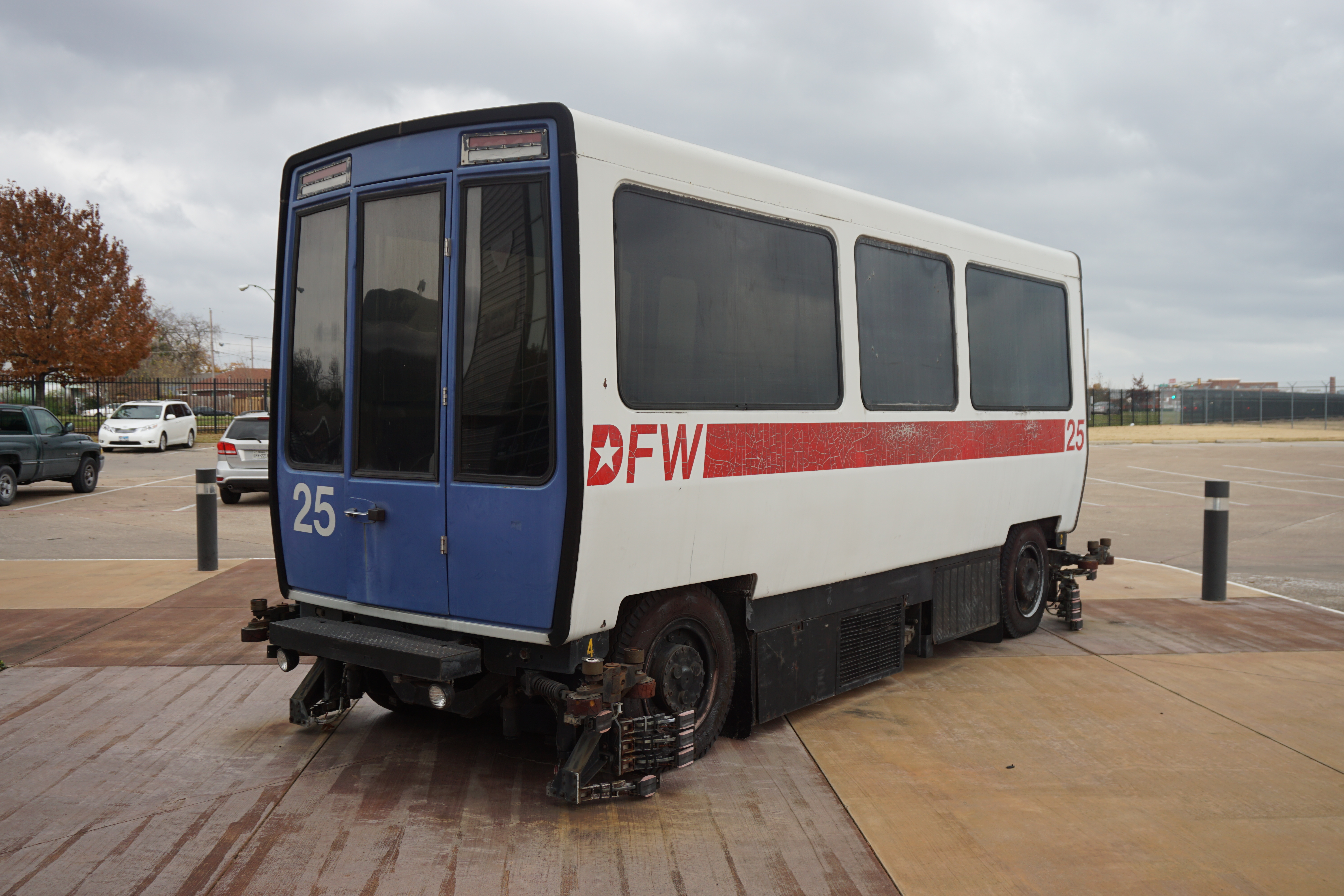
Vought Airtrans (Car #25)